# (396) Эолия
(396) Эолия (лат. Aeolia от др.-греч. Αιολίδα) — небольшой астероид главного пояса, который был открыт 1 декабря 1894 года французским астрономом Огюстом Шарлуа в обсерватории Ниццы и назван в честь Эолиды, древнегреческой области на эгейском побережье Малой Азии.

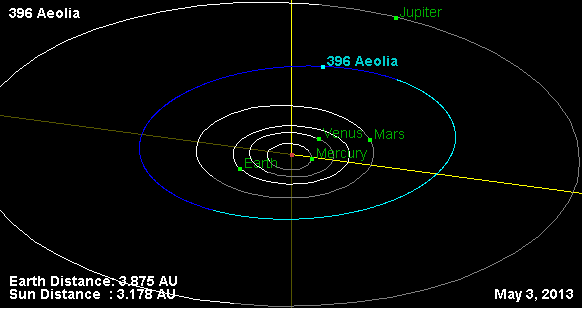
Орбита астероида Эолия и его положение в Солнечной системе